# Prati (Rione)

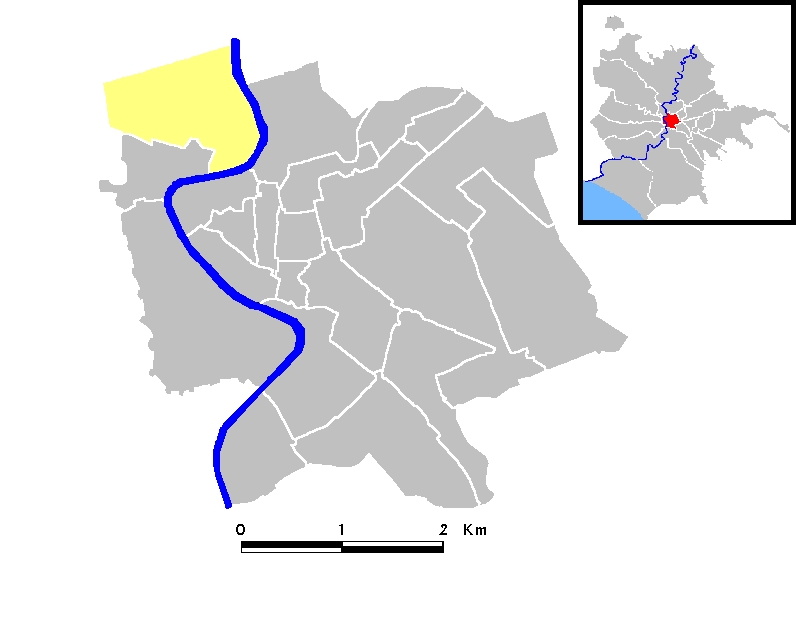
Lage von Prati in Rom

Prati  (italienisch für Wiesen) ist der XXII. Rione (Stadtteil) von Rom. Er erstreckt sich auf den ehemaligen Prati del Castello (Burgwiesen) am rechten Tiberufer nördlich der Engelsburg.

## Geschichte
Ab 1870 wurden die Freiflächen nördlich der Engelsburg systematisch bebaut. Damit wuchs Rom erstmals über die antike Aurelianische Mauer hinaus. Ab 1882 entstand auf den Freiflächen eine große Kasernenanlage. Durch die Stadterweiterung unter dem von 1907 bis 1913 regierenden Bürgermeister Ernesto Nathan entstanden Wohngebiete. Der Stadtbezirk Prati wurde schließlich am 20. August 1921 gegründet. Aufgrund der Spannungen zwischen dem Königreich Italien und dem Heiligen Stuhl wurden zunächst sämtliche Straßen nach Personen des antiken Rom und des Risorgimento benannt.
Seit Abschluss der Lateranverträge 1929 grenzt der Rione im Südwesten unmittelbar an das Staatsgebiet der Vatikanstadt.
Die neobarocke Kirche San Gioacchino ai Prati di Castello, seit 1960 Titelkirche, und die neugotische Kirche Sacro Cuore del Suffragio wurden Ende des 19. Jahrhunderts als Pfarrkirchen für das neue Stadtviertel gebaut.

## Sehenswürdigkeiten
Der Stadtteil wird von der Via Cola di Rienzo durchzogen, eine der wichtigsten Shoppingmeilen Roms. Von der zentralen Piazza Cavour bis zum Tiberufer erstreckt sich der Palazzo di Giustizia (salopp: Palazzaccio), Sitz der Corte Suprema di Cassazione, dem höchsten italienischen Gericht.

Wappen von Prati

## Wappen
Das Wappen zeigt die Engelsburg.

## Verkehrsanbindung
Prati wird durch die Linie A der römischen U-Bahn befahren, mit der unter anderem der Bahnhof Roma Termini und die Piazza Barberini erreichbar sind.